# Grundlagsutredningen
För Grundberedningen (1966-1972), se Grundlagsberedningen
Grundlagsutredningen (GLU) hade till uppgift att göra en samlad översyn av den svenska regeringsformen. Den tillkallades av den socialdemokratiska regeringen Persson som beslutade om utredningsdirektiven den 1 juli 2004, men är en parlamentarisk sammansatt kommitté. Utredningen ingår i Statens offentliga utredningar (SOU) och lämnade sin slutrapport i december 2008, och låg till grund för grundlagsreformen 2010.
Till en början var socialdemokraten Lars Engqvist ordförande för utredningen. Efter regeringsskiftet 2006 fick han dock lämna uppdraget och ersattes av moderaten Per Unckel.

## Utredningsdirektiv
I direktiven angavs att arbetet skulle "koncentreras och inriktas på att stärka och fördjupa den svenska folkstyrelsen, att öka medborgarnas förtroende för demokratins funktionssätt och att höja valdeltagandet." Utifrån den utgångspunkten följde sedan ett antal frågor som skulle utvärderas, ses över eller på annat sätt belysas:
- Hela valsystemet till riksdagen. En huvudfråga var mandatfördelning i riksdagen. Här ingick valkretsindelningen, personvalets utformning och personvalsspärrarnas nivåer, samt en översyn av systemet med utjämningsmandat för att öka kopplingen mellan utjämningsmandat och personröster. I det sammanhanget fick utredningen även föreslå att antalet riksdagsledamöter ändras om det krävs. Kraven på fyra procent av rösterna i riket eller tolv procent av rösterna i en valkrets för att få delta i mandatfördelningen nämndes, men något annat direktiv än att "förutsättningslöst utvärdera hur valsystemet har påverkat demokratins funktionssätt och pröva vilka förändringar av valsystemet som kan vara önskvärda" lämnades inte. En andra huvudfråga var ökat valdeltagande. Kommittén skulle ta upp frågan om skilda/gemensamma valdagar för riksdags- och kommunalval, och särskilt utreda det låga valdeltagandet i valen till Europaparlamentet. En tredje huvudfråga var upplösningsinstitutet, det vill säga möjligheten att upplösa riksdagen mellan ordinarie val. Uppdraget var att göra upplösningsinstitutet mera användbart. I nuläget, menade utredningen, drar sig regeringar från att utlysa nyval eftersom den nyvalda riksdagen bara sitter till nästa ordinarie val och därför har mycket kort tid på sig att fatta beslut. Som avslutning av valfrågorna gavs kommittén frihet att pröva andra valfrågor som hör samman med valsättet.
- Kommunala val. När det gäller kommunala val skulle kommittén undersöka möjligheten till extra val i kommuner och landsting, exempelvis om kommunindelningen ändras under pågående mandatperiod. Kriterierna för rösträtt och valbarhet i kommunala val skulle också utredas. Främst avsågs kravet på att utlänningar som inte kommer från EU, Island eller Norge måste ha varit folkbokförda tre år i följd i Sverige för att få rösta i kommunal- och landstingsvalen, men även reglerna för riksdagsval och Europaval skulle ses över. Kommittén fick också frihet att ta upp andra valfrågor som rör eller har anknytning till den kommunala demokratin.
- Folkomröstningsinstitutet. Kommittén skulle göra en allmän översyn av folkomröstningsreglerna och särskilt ta upp frågan om ökad möjlighet till beslutande folkomröstningar. Dessutom skulle reglerna för det kommunala folkomröstningsinstitutet ses över. Här var frågan om så kallade folkinitiativ och en eventuell möjlighet för de röstberättigade att tvinga fram kommunal folkomröstning särskilt viktig.
- Regeringsbildningsprocessen. När utredningen tillsattes kunde en statsministerkandidat bilda regering så länge inte en majoritet av riksdagsledamöterna röstar emot honom eller henne. Kommittén skulle undersöka om det i stället ska krävas stöd av en riksdagsmajoritet för att bilda regering. På samma sätt skulle kommittén också undersöka om en regering ska tvingas avgå direkt efter ett val, för att stärka det parlamentariska kravet på stöd i riksdagen för att få regera. Kommitténs förslag skulle dock respektera kravet på effektiv regeringsbildning och att regeringsarbetet ska fungera effektivt.
- Förhållandet mellan riksdag och regering. Utöver frågorna om krav på majoritetsstöd för regeringsbildning och ett effektivare upplösningsinstitut skulle kommittén även utreda regeringens utnämningsmakt, med fokus på att öka öppenheten vid tillsättning av höga statliga tjänster.
- Lagprövning & Författningsdomstol. Med utgångspunkt i skyddet av grundläggande fri- och rättigheter skulle kommittén utreda domstolarnas grundlagsstadgade roll i normkontroll genom lagprövning, det vill säga att domstolsgranskning av gällande lag utifrån grundlagarna samt rätten eller skyldigheten för en domstol att avstå från att tillämpa lagregler med hänvisning till att den strider mot grundlagen. I det sammanhanget ska kommittén även utreda om Sverige behöver en författningsdomstol. Om utredningen skulle se ett behov för ökat skydd för grundläggande fri- och rättigheter fick den även komma med andra förslag på området.
- Domstolarnas plats i grundlagen. Kommittén skulle ta ställning till om det behövs ett särskilt kapitel för domstolsväsendet i regeringsformen. Förutom att samla gällande regler till en plats skulle domstolarnas särställning gentemot andra myndigheter kunna förklaras, domarnas oberoende och oavsättlighet lyftas fram och förhållandet till EG-domstolen och Europadomstolen förklaras.
- Öppen och debattskapande utredning. Utredningsarbetet skulle bedrivas på ett öppet sätt och skulle stimulera en författningspolitisk diskussion i hela samhället. Särskilt pekade direktiven på användandet av nya teknologier.

## Begränsningar i uppdraget
Även om kommittén fick ett stort spelrum att ta upp andra frågor som hänger samman med de som angetts ovan, fanns några tydliga begränsningar: det handlade inte om en total författningsreform, grundläggande principer i regeringsformen (varibland parlamentarism och kommunal självstyrelse återfinns) fick inte förändras och Sverige skulle förbli en monarki. Kommittén skulle inte heller beröra förhållandet till andra stater och mellanfolkliga organisationer, eftersom Riksdagskommittén i sitt uppdrag utredde hur EU-frågorna skulle integreras i riksdagsarbetet. När det gäller frågan om kompetensfördelning mellan stat, kommun, landsting och en eventuell nyinrättad regional nivå skulle de prövas av Ansvarskommittén.

## Uppdrag att stimulera samhällsdebatten
Kommittén hade ett särskilt uppdrag att verka öppet och att stimulera en författningspolitisk diskussion i hela samhället. Därigenom fick utredningen fen något annorlunda karaktär än vad som är brukligt för de flesta andra statliga utredningar.
Uppdraget ledde bland annat till att kommitténs webbplats användes aktivt för att sprida delrapporter och expertutlåtanden under utredningens gång. Webbplatsen kompletterades med plats för ett drygt 30-tal personligheter att skriva debattinlägg. Utöver sedvanliga politiska debattörer inbjöds även forskare vid nordiska lärosäten, före detta ledarskribenter samt representanter för den ideella sektorn (BRIS, Fonden för mänskliga rättigheter) och trossamfunden (Sveriges Kristna Råd, Judiska församlingen i Stockholm) att delta i diskussionen. Flera av inläggen publicerades också i annan media.
Det utåtriktade arbetet tog sig också uttryck genom anordnandet av en rad seminarier och konferenser. Därtill kom fem "Samtal om grundlagen", där allmänheten inbjöds att delta med åsikter och kommentarer utifrån en paneldiskussion.

## Ledamöter
Ledamöterna tillsattes på förslag av riksdagspartierna.
- Per Unckel (M), landshövding, kommitténs ordförande
- Morgan Johansson (S), riksdagsledamot
- Göran Magnusson (S), f.d. riksdagsledamot
- Marita Ulvskog (S), partisekreterare
- Lena Hjelm-Wallén (S), f.d. statsråd
- Gun Hellsvik (M), generaldirektör, f.d. statsråd
- Henrik von Sydow (M), riksdagsledamot
- Mats Einarsson (V), f.d. riksdagsledamot
- Peter Eriksson (MP), språkrör
- Ingvar Svensson (KD), riksdagsledamot
- Kerstin Lundgren (C), riksdagsledamot
- Henrik Sjöholm (C), konsult
- Lena Isaksson (FP), advokat
- Daniel Tarschys (FP), professor

Därtill ingick:
- Johan Hirschfeldt, f.d. hovrättspresident

Som sakkunniga utsågs:
- Henrik Jermsten, regeringsråd
- Kristina Svahn Starrsjö, departementsråd

## Sekretariat och referensgrupper
Sekretariatet bestod av huvudsekreterare och kanslichef Anders Eka samt sju sekreterare. Till utredningen fanns även sex expert- och referensgrupper knutna:
- expertgrupp om normgivningsmakten (främst 8 kap. regeringsformen)
- referensgrupp om finansmakten (9 kap. regeringsformen)
- expertgrupp om olika former av normkontroll
- expertgrupp om ett nytt särskilt kapitel i regeringsformen om domstolarna
- expertgrupp om den kommunala självstyrelsens grundlagsskydd m.m.
- referensgrupp om regeringsformens utformning och struktur m.m.